# Eqaluk 54
Eqaluk 54 este un club de fotbal din Groenlanda care evolueaza in Coca Cola GM.

## Palmares
- Coca Cola GM: 2
  - Campioana : 1995, 2002